# Pythagorio
Pythagorio (griechisch Πυθαγόρειο (n. sg.)) ist eine Kleinstadt an der Südküste der griechischen Insel Samos. Ab der Mitte des 19. Jahrhunderts entstand das damals Tigani genannte Dorf auf den Ruinen der antiken Stadt. Zu Ehren des Philosophen und Mathematikers Pythagoras wurde der Ort 1955 in Pythagorio umbenannt. Das touristische Zentrum der Insel bildet zusammen mit weiteren Siedlungen einen Stadtbezirk (Δημοτική Κοινότητα) im Gemeindebezirk Pythagorio.

## Lage
Pythagorio liegt im Südosten von Samos an der Bucht von Tigani (Όρμος Τηγάνι). Angrenzende Stadtbezirke sind Chora 3,5 Kilometer nordwestlich und Mytilinii etwa 7 Kilometer nordöstlich. Die Siedlung Nea Poli liegt 2 km westlich an der Abzweigung zum Flughafen, Karpovoulos 1,8 km östlich und Poundes 2,2 km an der Straße nach Samos.

## Geschichte
Pythagorio wurde auf den Ruinen der antiken Stadt Samos, einer der bekanntesten Städte der Antike, erbaut. Während der Osmanischen Herrschaft war im Ort lediglich ein Wachposten stationiert. Der Freiheitskämpfer Lykourgos Logothetis ließ 1824 am südwestlichen Ende des Ortes eine Burg errichten. Unter der Herrschaft von Miltiades Aristarchus (1859–1866) begann ab Mitte des 19. Jahrhunderts die Wiederbesiedelung auf den antiken Ruinen um den alten Hafen. Das Dorf wurde Tigani (Τηγάνι) genannt.
Die Insel Samos wurde 1918 nach dem Anschluss an Griechenland administrativ untergliedert. Tigani wurde als Landgemeinde 1918 anerkannt (Kinotita Tiganiou Κοινότητα Τηγανίου), 1955 in Pythagorio umbenannt und 1989 zur Stadtgemeinde (dimos) erhoben. Durch den Zusammenschluss mit zehn seit 1918 bestehenden Landgemeinden in Folge der Gemeindereform 1997 wurde Pythagorio zum Verwaltungssitz der gleichnamigen Gemeinde. Mit der Verwaltungsreform 2010 wurden die Gemeinden der Insel zur Gemeinde Samos zusammengelegt. Pythgorio hat seither den Status eines Stadtbezirks (Dimotiki Kinotita Pythagoriou (Δημοτική Κοινότητα Πυθαγορείου Dimotikí Kinótita Pythagoríou)) im Gemeindebezirk Pythagorio (Δημοτική Ενότητα Πυθαγορείου Dimotikí Enótita Pythagoríou).
Beim Erdbeben vor Samos am 30. Oktober 2020 stürzten Mauern der Burg ein und keramische Ausstellungsstücke im archäologischen Museum zerbrachen.
Einwohnerentwicklung von Pythagorio
| Name        | griechischer Name | 1913 | 1920  | 1928 | 1940 | 1951 | 1961 | 1971 | 1981 | 1991 | 2001 | 2011 |
| ----------- | ----------------- | ---- | ----- | ---- | ---- | ---- | ---- | ---- | ---- | ---- | ---- | ---- |
| Pythagorio  | Πυθαγόρειο        | 1950 | 2077  | 2501 | 2490 | 2317 | 1709 | 1316 | 1360 | 1405 | 1327 | 1272 |
| Karpovoulos | Καρπόβουλος       |      |       |      |      |      |      |      | 0016 | 0014 | 0023 | 0029 |
| Nea Poli    | Νέα Πόλη          |      |       |      |      |      |      |      | 0030 | 0090 | 0211 | 0076 |
| Poundes     | Πούντες           |      |       |      |      |      |      |      |      | 0070 | 0081 | 0123 |
| Gesamt      | Gesamt            |      | 2220* | 2501 | 2490 | 2317 | 1709 | 1316 | 1406 | 1579 | 1642 | 1500 |

*einschließlich Limin Tiganiou 112 Einwohner, Metochi Spilianis 4 Bewohner und dem Kloster Agia Triadas 36 Bewohner

## Wirtschaft

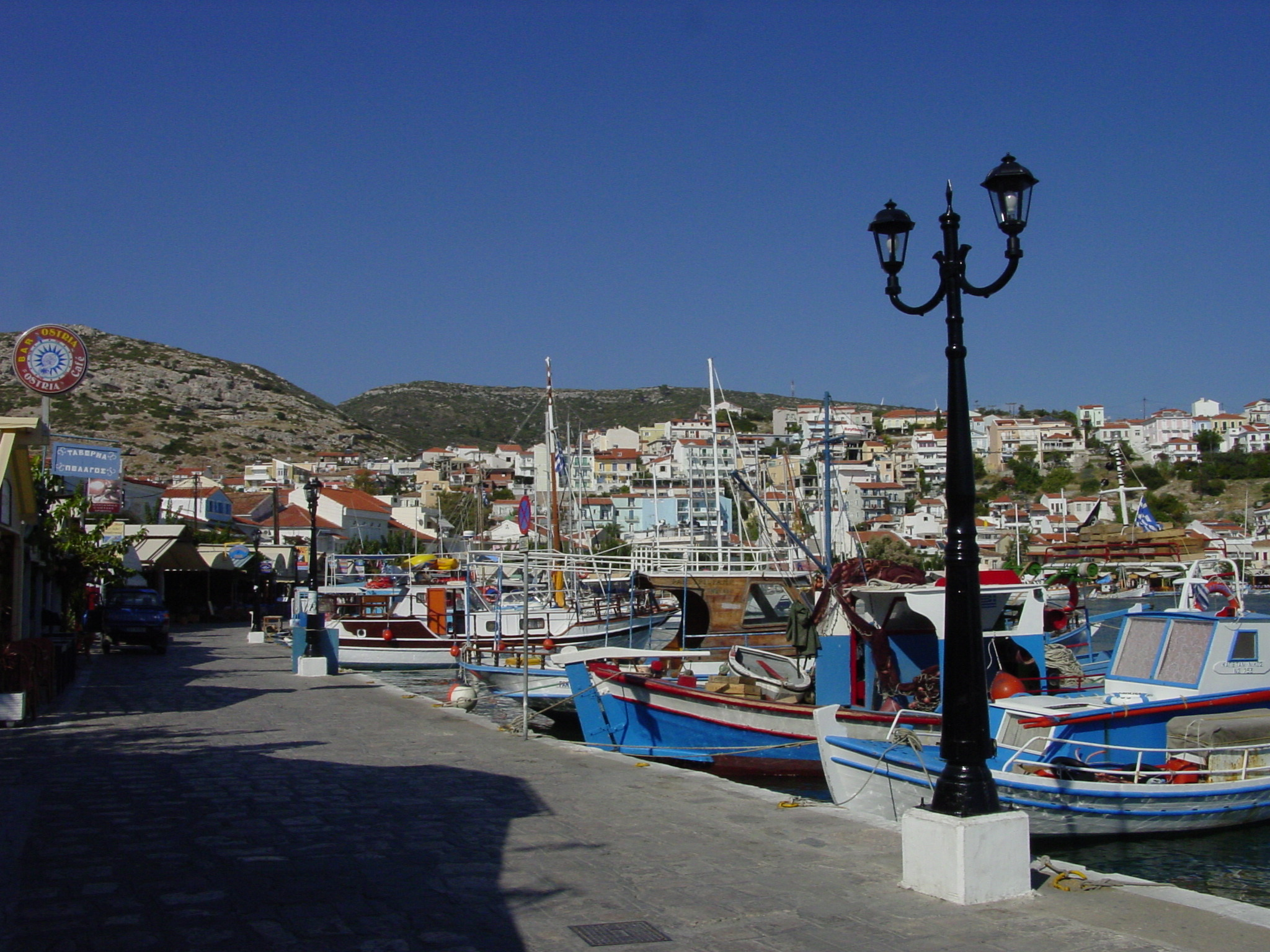
Hafen von Pythagorio

Die Inbetriebnahme des Flughafens 1963 führte zum Wechsel von der auf Agrarprodukte orientierten Wirtschaft zur Entwicklung des Tourismus auf Samos. Sie stoppte die Abwanderung von der Insel, Pythagorio entwickelte sich seither zu dem Tourismuszentrum auf der Insel.

## Verkehr

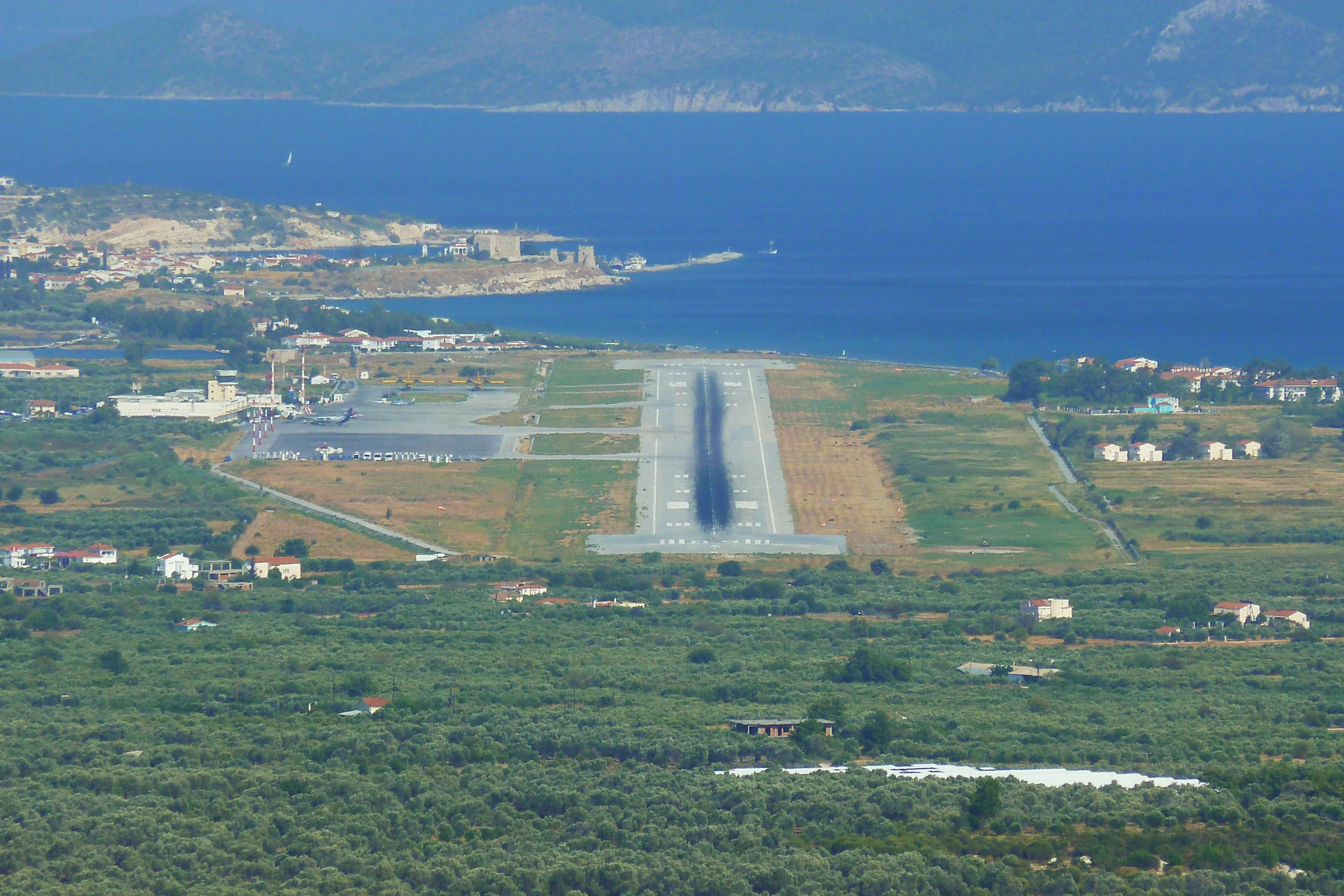
Flughafen

Der Flughafen Samos liegt etwa 2,5 Kilometer westlich der Stadt.
Der Hafen von Samos liegt auf der Landstraße etwas mehr als 12 Kilometer in nordöstlicher Richtung, zum Hafen von Karlovasi beträgt die Entfernung knapp 37 Kilometer in nordwestlicher Richtung. Vom kleinen Fähranleger in Pythagorio existieren in den Sommermonaten Verbindungen nach Fourni und zu den näher gelegenen Dodekanes-Inseln. In kurzer Entfernung östlich von Pythagorio ist eine Marina mit 260 Liegeplätzen.
Verbindungen des öffentlichen Nahverkehrs bedient die Busgesellschaft KTEL Samou (ΚΤΕΛ Σάμου) mehrmals täglich mit Samos und Karlovasi auch im Winter.

## Sehenswürdigkeiten
In der Stadt und der näheren Umgebung sind einige Sehenswürdigkeiten zu besichtigen:
- Tunnel des Eupalinos
- antike Stadtmauer
- römische Bäder
- Glyfada-See
- Kloster mit Höhlenkirche Moni Spilianis
- Burg von Lykourgos Logothetis
- Kirche der Metamorfosis
- Archäologisches Museum Pythagorio